# 이집트 육군
이집트 육군은 이집트 국방부 산하에 있는 군사기관 중 하나이며, 지상 방위를 책임지고 있다. 전차는 5,000대를 아득히 넘는다. 이집트 육군의 주력전차로는 M1 에이브람스 전차가 있다.